# 戸田忠文
戸田 忠文（とだ ただあや）は、下野足利藩の第7代藩主。宇都宮藩戸田家分家7代。諱の読みは「ただふみ」とも。
天保10年（1839年）8月10日、宇都宮藩主・戸田忠温の四男として生まれる。弘化4年（1847年）に第6代藩主・戸田忠禄が死去したとき、忠禄の実子である忠行はまだ生まれていなかったため、婿養子となって家督を継いだ。嘉永6年（1853年）に従五位下・大炊頭に叙位・任官する。
しかし、若年で病弱なために藩政を執ることができなかったとされる。安政3年（1856年）8月16日に死去した。享年18。跡を養子とした忠行が継いだ。

## 系譜
父母
- 戸田忠温（実父）
- 𠮷岡ミ子 ー 側室（実母）
- 戸田忠禄（養父）

正室
- 戸田忠禄の娘

養子
- 戸田忠行 ー 戸田忠禄の四男